# Евальд Гермакюла
Евальд Гермакюла (ест. Evald Hermaküla, 6 грудня 1941 — 16 травня 2000) — радянський й естонський актор театру та кіно, театральний режисер.

## Кар'єра
У середній школі грав у театральній студії, якою керував Бен Друй. Грав як у масових сценах, так і у головних ролях, зокрема, у ролі Вольдемара Пансо у постановці «Пан Пунтіла та його слуга Матті».
Після закінчення школи зі срібною медаллю у 1960 році вступив до Тартуського державного університету, який закінчив у 1965 році за спеціальністю інженер-геолог.
У 1960—1961 роках студентом грав на сцені Тартуського народного театру драми ім. Е. Вільде під керівництвом Венда Пяї. У 1961—1965 роках працював у Тартуській студії Талліннського драматичного театру (нині театр «Ванемуйне»). Працюючи на пів ставки, брав участь у постановках «Лихо з розуму» О. С. Грибоєдова, «Чотирнадцяте липня» Р. Роллана, «Випадок з Андресом Лапетеусом» П. Куусберґа й Е. Кайду, «Мій бідний Марат» О. Арбузова.
Весною 1966 року закінчив студію виконавських мистецтв театрального товариства, яке працювало при «Ванемуйні». 10 квітня 1966 року виступив у головній ролі у трагедії Яніса Райніса «Йосиф і його брати» (режисер-постановник Епп Кайду).
У той час Гермакюла займався інтенсивною роботою та самоосвітою, щоб перейти на більш помітний театральний майданчик. Велику роль у цьому процесі відіграли дискусії з однолітками, які вже вважалися «творцями» художньої літератури, але щиро цікавилися розвитком театру.
Першим серйозним прикладом новаторського театрального характеру стала постановка «Оповідання про побут, або Валтоніана», прем'єра якої відбулась 12 березня 1966 року на сцені «Ванемуйне». Текст постановки Руммо створив на основі оповідань Арво Валтона. У книзі «Гермакюла» Луулі Ернер, Маті Унт, Вайно Вагінг, яка вийшла друком у 2002 році, говорили, що постановка була кроком до свободи руху думки.
Вересень 1966 став для Гермакюла поворотним: він залишив Тарту та поїхав до Таллінна працювати на телебаченні.
На початку грудня 1966 року Гермакюла був призваний в армію, службу проходив у Совєтську Калінінградської області протягом року. Повернувшись з армії, працював на телебаченні та у театрі.
У грудні 1969 року поставив п'єсу «Ігри Попелюшки» Яана Тоомінга. У 1971 році залишив телебачення на користь театру.
У 1974 році розпочав роботу зі своєю студією, до якої увійшли Ганнес Кальюярв, Юрі Лумісте, Гельє Соосалу, Пеетер Коллом, Тійт Лутс, Ганні Валге, Тиніс Арро, Реет Каазік (Каламеєс), Ілона Блюменфельд (Кольберг) та Яан Кольберг. У січні у Тампере пройшли гастролі вистави «Один дурень вирушив у подорож».
Зі своїми виставами виїжджав до Польщі, Угорщини, НДР.
У 1976 році отримав почесне звання заслуженого художника Естонської РСР одночасно з Яаном Тоомінгом, Райво Адласом і Райне Лоо.
У 1978 році поставив у Латвії у Валміерському драмтеатрі п'єсу «Матс — мизний пан, або Чому Мяесепп Йеппе п'є, або Чума горілки» за Людвігом Гольбергом.
У вересні 1978 року побував у Белграді на театральному фестивалі «БІТЕФ». У жовтні та листопаді того ж року з виставою «Людина, яка не підходить до каменю» виступав у Канаді та США: виступи проходили у Торонто, Ванкувері, Лос-Анджелесі та Нью-Йорку.
У 1980 році у Валміерському драматичному театрі поставив п'єсу «Lavv-stoori» за Мюрреєм Шисгалом, а 1981 року — «Настільну лірику» Олева Антона.
У серпні 1982 року з театром «Ванемуйне» виїжджав у фінську Тампере із постановками п'єс «Кремлівські дзвони» і «Пан Пунтила та його слуга Матті». У листопаді за програмою Асоціації розвитку культурних зв'язків із закордонними естонцями був у Швеції з постановкою «Людина, яка не підходить до каменю».
Перейшовши в Естонський драматичний театр, виїжджав на гастролі до ФРН та Румунії. Першого серпня 1988 року отримав призначення художнього керівника Таллінського драматичного театру.
У 1989 році працював на кафедрі виконавських мистецтв Талліннської державної консерваторії. Як його дипломна вистава відбулася прем'єра трагедії «Вакханки» Евріпіда.
Залишивши посаду художнього керівника драматичного театру 1991 року, працював у ньому режисером до березня 1996 року. Але вже 1997 року як гість поставив п'єсу «Істерія» Террі Джонсона у Талліннському міському театрі. А із серпня почав працювати актором драматичного театру.
У 1999 році пішов із драматичного театру в Естонський державний театр ляльок, де обійняв посаду художнього керівника.
У березні 2000 року вступив до Соціал-демократичної партії Естонії.
16 травня 2000 року покінчив життя самогубством. 20 травня був похований у Таллінні на Лісовому цвинтарі (Метсакальміст).

## Ролі у кіно
Зіграв велику кількість кіноролей, більша частина з яких епізодичні у фільмах естонських режисерів.
| Рік  |   | Українська назва            | Оригінальна назва          | Роль                  |
| ---- | - | --------------------------- | -------------------------- | --------------------- |
| 1965 | ф | Їм було вісімнадцять        | Me olime 18 aastased       | Ельмар Уудам          |
| 1965 | ф | Молочар Мяекюла             | Mäeküla piimamees          | Зепп Юган             |
| 1966 | ф | Дівчина в чорному           | Tütarlaps mustas           | Марті                 |
| 1968 | ф | Перевертень                 | Libahunt                   | Маргус                |
| 1970 | ф | Затишшя                     | Затишье                    | Бригадний генерал Енн |
| 1985 | ф | Документ «Р»                | Документ „Р“               | директор ФБР          |
| 1986 | ф | Звинувачується у вбивстві   | Обвиняется в убийстве      | інспектор Бруммель    |
| 1987 | ф | До розслідування приступити | К расследованию приступить | Лепик                 |
| 1988 | ф | Лікар Стокманн              | Doktor Stockmann           | Петер Стокманн        |
| 1990 | ф | Регіна                      | Regina                     | Карл                  |
| 1991 | ф | Танок смерті                | Surmatants                 | Бернт Нотке           |
| 1998 | ф | Фербіс                      | Ferbis                     | художник              |

## Особисте життя
У 1964—1973 роках був одружений з Рійною Гаусенберг. Від шлюбу мав двоів сини — Алара (1965—2015) та Ганнеса (нар. 1969), тележурналіст.
У 1978 році одружився з Лійною Орловою (нар. 1941) — колишньою дружиною Віктора Авдюшка, з якою прожив до 1988 року. У сім'ї виховувалась дочка від першого шлюбу Марія (нар. 1968).
У 1988 році одружився з Каєю Мігкельсон (нар. 1948), яка до цього була одружена з Яаном Рююмуссааром. У цьому шлюбі виховувався син від першого шлюбу Нільс (нар. 1974), який став музикантом-гобоїстом.